# 보령중학교
보령중학교(保寧中學校)는 대한민국 충청남도 보령시 주포면 보령리에 있는 공립 중학교이다.

## 학교 연혁
- 1951년 9월 1일 : 학교 설립인가(대천중학교)
- 1951년 9월 24일 : 개교
- 1953년 4월 29일 : 보령중학교로 교명 변경(현위치로 이전)
- 1967년 9월 8일 : 9학급 인가
- 1998년 3월 1일 : 다목적실(진당관) 준공
- 2001년 10월 15일 : 학교 급식 실시
- 2005년 3월 1일 : 교육과학기술부 지정 U-러닝 연구학교 운영(3년)
- 2011년 3월 1일 : 교육과학기술부 지정 농산어촌 전원학교 운영(3년)
- 2016년 2월 29일 : 4학급 인가(특수학급 1 포함)
- 2025년 1월 9일 : 제74회 졸업식(15명, 총 8,345명)
- 2025년 3월 4일 : 제77회 입학식

## 참고 자료
- 보령중학교 - 한국교육학술정보원 학교알리미